# Trams in Utrecht

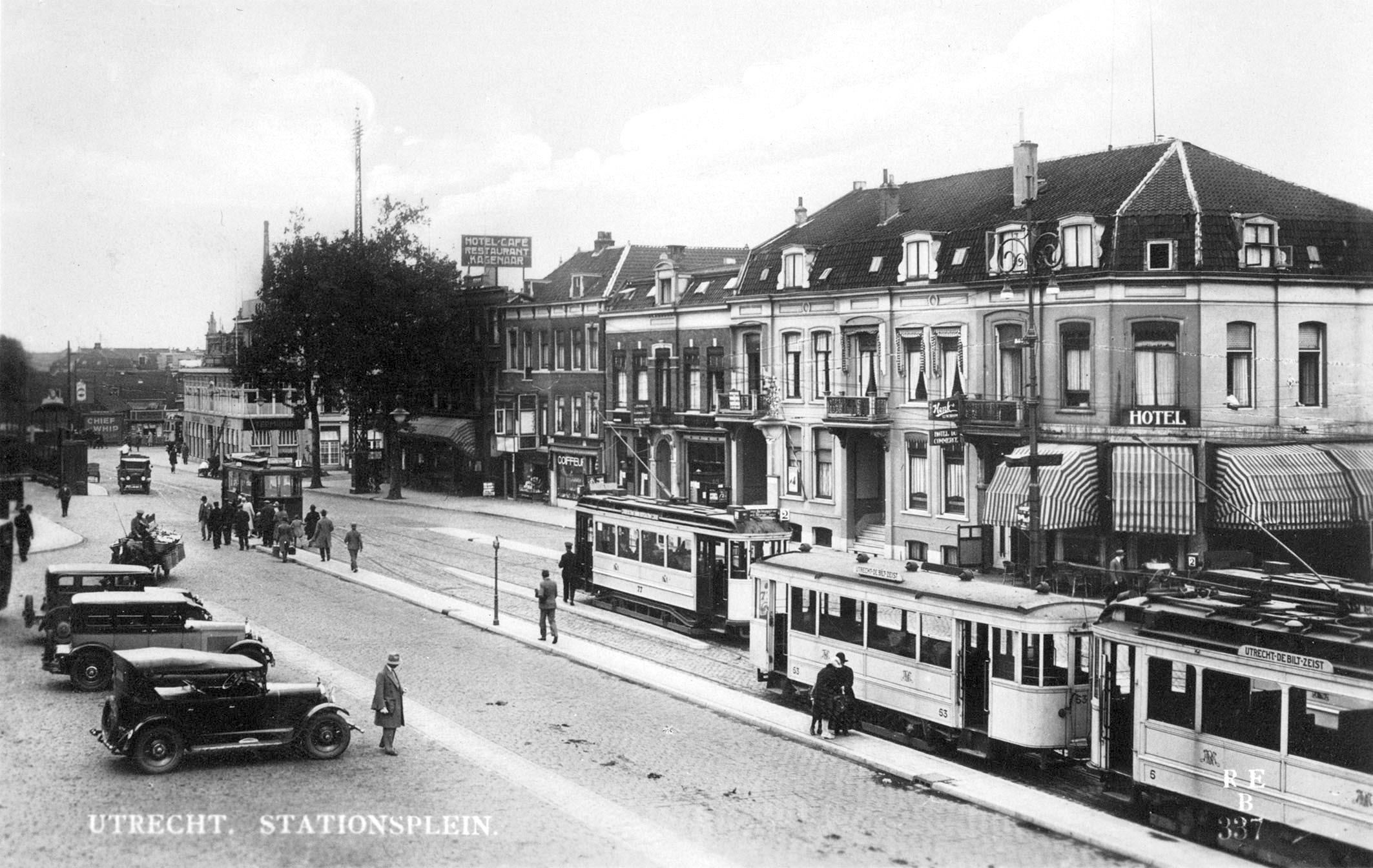
Motorwagen 77 op lijn 2 van de Gemeentetram Utrecht (GTU) en een tramstel van de NBM (motorwagen 5 en bijwagen 53) op het Stationsplein te Utrecht met rechts het Hôtel du Commerce (Stationsplein 12), circa 1927

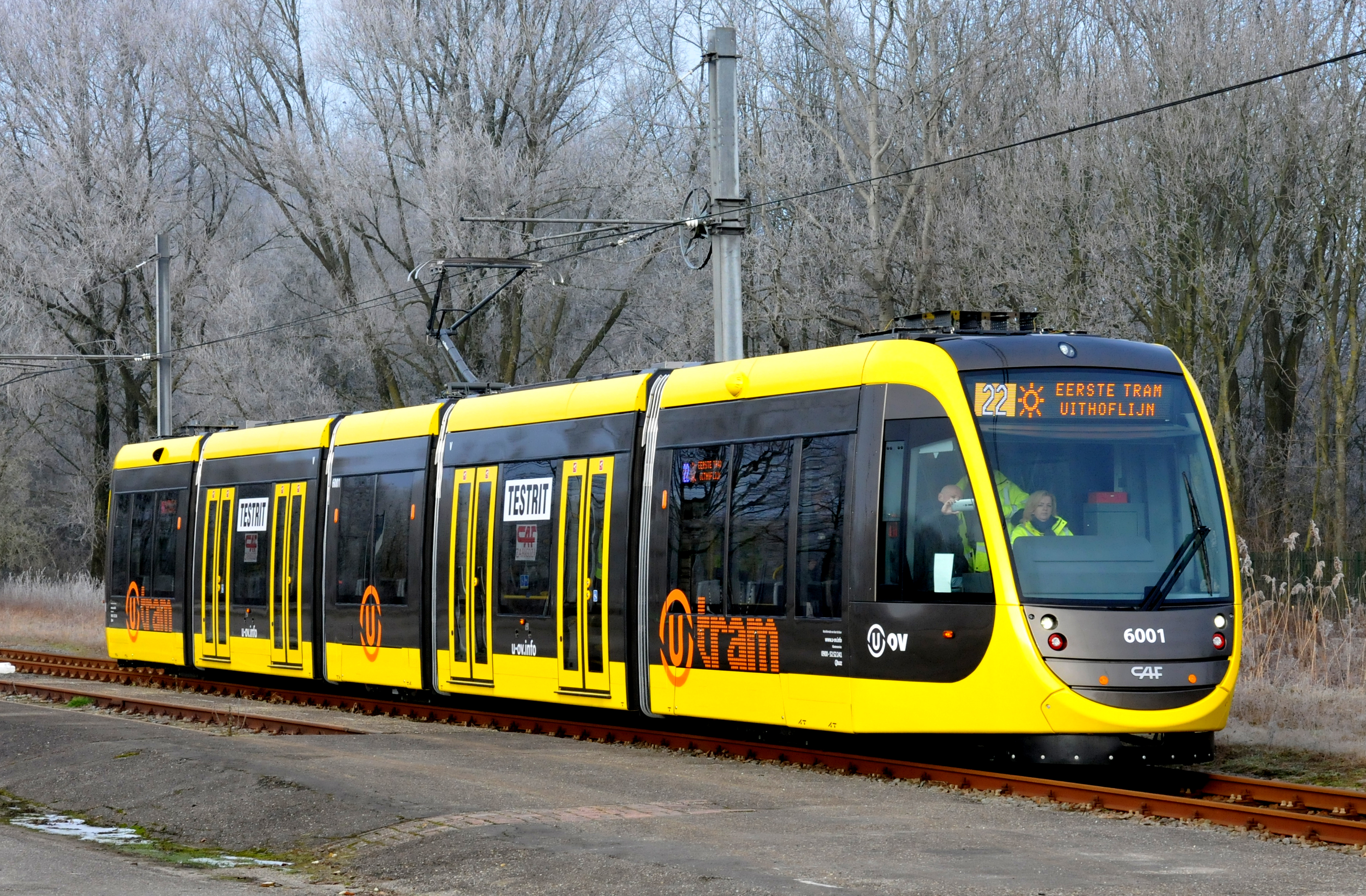
2017: de nieuwste trams in de provincie, lagevloertram 6001 op een proefrit

In de provincie Utrecht hebben trams gereden tussen 1879 en 1949 en rijden weer vanaf 1983. In de provincie zijn in de eerste periode vier belangrijke interlokale tramlijnen aangelegd en daarnaast twee kortere. In Amersfoort en Utrecht reden paardentrams, in Utrecht werd later de paardentram vervangen door de elektrische tram.
Buiten de stadstram in Utrecht en de tramlijnen van de NBM zijn de meeste trams in de provincie opgeheven tussen 1924 en 1931. De Gemeentetram Utrecht reed voor het laatst in 1939. De laatste trams van en naar Zeist reden voor het laatst in 1949.
In 1983 keerde de tram terug: in dat jaar werd de sneltramlijn tussen Utrecht en Nieuwegein/IJsselstein geopend. In 2019 werd een lijn van station Utrecht Centraal naar Utrecht Science Park in gebruik genomen. Tussen 2001 en 2008 reed er een pendeltram van Houten naar Houten Castellum.

## Overzicht
Aan het eind van de 19e eeuw had Nederland een uitgebreid netwerk van spoorlijnen. De aanleg van een spoorlijn was duur en aan strenge regels gebonden. Om ook kleinere plaatsen te ontsluiten, waren er vanaf 1878 grofweg twee mogelijkheden: een lokaalspoorweg of een tram. Op een lokaalspoorweg waren minder strenge regels van kracht, maar daar stond tegenover dat de treinen (destijds) niet harder mochten rijden dan 40 km/u. Die maximumsnelheid is in de loop van de jaren wel eens veranderd. Op een trambaan lag de maximumsnelheid weer lager dan op een lokaalspoorweg, en ook de eisen die werden gesteld aan de trambaan en de trams zelf waren lager dan die op een lokaalspoorweg.
Kortom, voor het opzetten van een netwerk van railvervoer waren er verschillende mogelijkheden. Belangrijk is nog te vermelden dat de staat spoorlijnen aanlegde tussen de belangrijkste plaatsen van Nederland. Voor de overige verbindingen vertrouwde de overheid op het zogenoemde particulier initiatief. De staat kon zo'n initiatief wel steunen met gunstige leningen, maar verder wenste men niet te gaan. Vervoer over de weg was eigenlijk geen optie, er was nog nauwelijks sprake van een samenhangend wegennet. De wegen waren bovendien vaak onverhard en in slechte staat.
Binnen de provincie Utrecht ontstond een bescheiden tramnetwerk. Op de tramlijn Utrecht - Vreeswijk na, werden tramlijnen alleen aangelegd in de oostelijke helft van de provincie. In de westelijke helft werden plaatsen als Vinkeveen en Mijdrecht aangesloten op een netwerk van lokaalspoorwegen, de Haarlemmermeerspoorlijnen.
In het zuidwestelijk deel van de provincie zijn nooit lokaalspoorwegen of tramlijnen aangelegd.

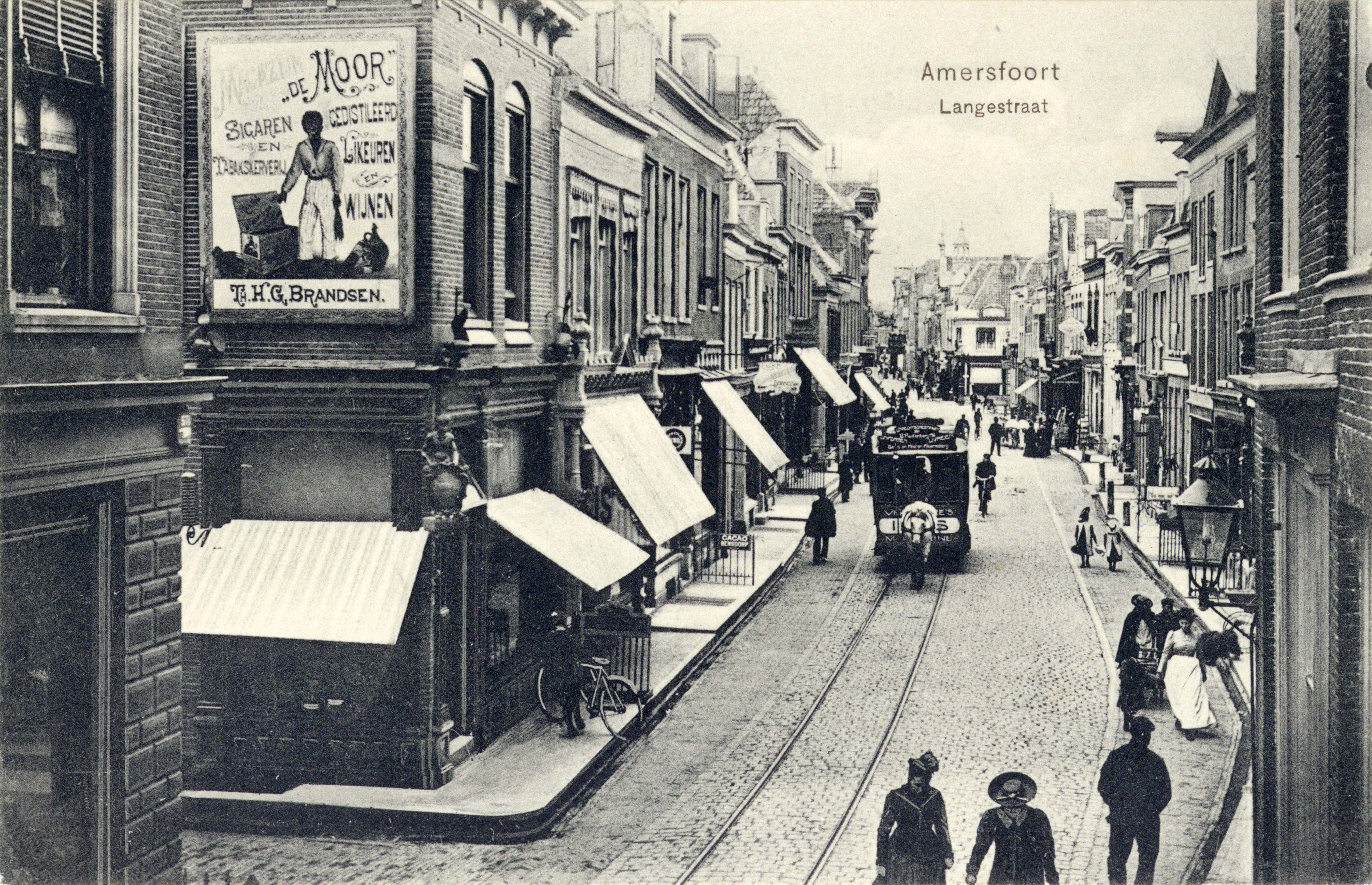
Een paardentram onderweg in Amersfoort (1905)

Het netwerk van tramlijnen in de provincie omvatte de stadslijnen in de stad Utrecht (Utrechtse paardentram, die in 1906 werd opgevolgd door de Gemeentetram Utrecht). Vanaf Utrecht waren twee interlokale lijnen: naar Vreeswijk en naar Zeist. Vanuit Zeist werd een van Nederlands langste tramlijnen aangelegd, eerst naar Doorn en Arnhem, en later naar Amersfoort. Dit was de tramlijn Amersfoort - Arnhem. Vanuit Doorn was er een zijlijn naar Wijk bij Duurstede. Los van dit netwerk waren er de stadstram in Amersfoort en de tramlijn Soest - Baarn.
In de provincie hebben paardentrams gereden, stoomtrams, motortrams, tractortrams en elektrische trams.
In 1914 beleefde het netwerk een hoogtepunt: maar de concurrentie met de autobus bleek moordend. De tram in Amersfoort ging in 1917 als eerste ten onder, daarna was het kort achter elkaar de beurt aan de tramlijnen Soest - Baarn (1924), Utrecht - Vreeswijk (1929) en Doorn - Wijk bij Duurstede (1931). De stadstrams van Utrecht reden voor het laatst in 1939. De laatste trams in Utrecht reden in mei 1949, toen de dienst werd gestaakt op de lijnen Utrecht - Zeist en Amersfoort - Zeist - Rhenen.
In 1983 werd, na jarenlang geharrewar, uiteindelijk de tram in Utrecht nieuw leven ingeblazen, toen de sneltram naar Nieuwegein werd geopend. De gemeente Utrecht was fel tegenstander van het plan, maar moest het afleggen tegen de beslissing van de minister om een sneltram aan te leggen tussen Utrecht en Nieuwegein/IJsselstein. Andere varianten die werden bestudeerd, waren een spoorlijn naar Nieuwegein en een trolleybus. In 2019 is de lijn verlengd naar het Utrecht Science Park.
In dit artikel wordt een korte beschrijving van de opkomst en ondergang van de verschillende lijnen en het Utrechtse stadsnetwerk gegeven. De opbouw van het artikel is zoveel mogelijk chronologisch; het artikel begint met de eerst aangelegde tramlijn, en eindigt, na een vermelding van bewaard gebleven historische trams, met de sneltram.

## Utrecht - Zeist; de eerste, en de laatste

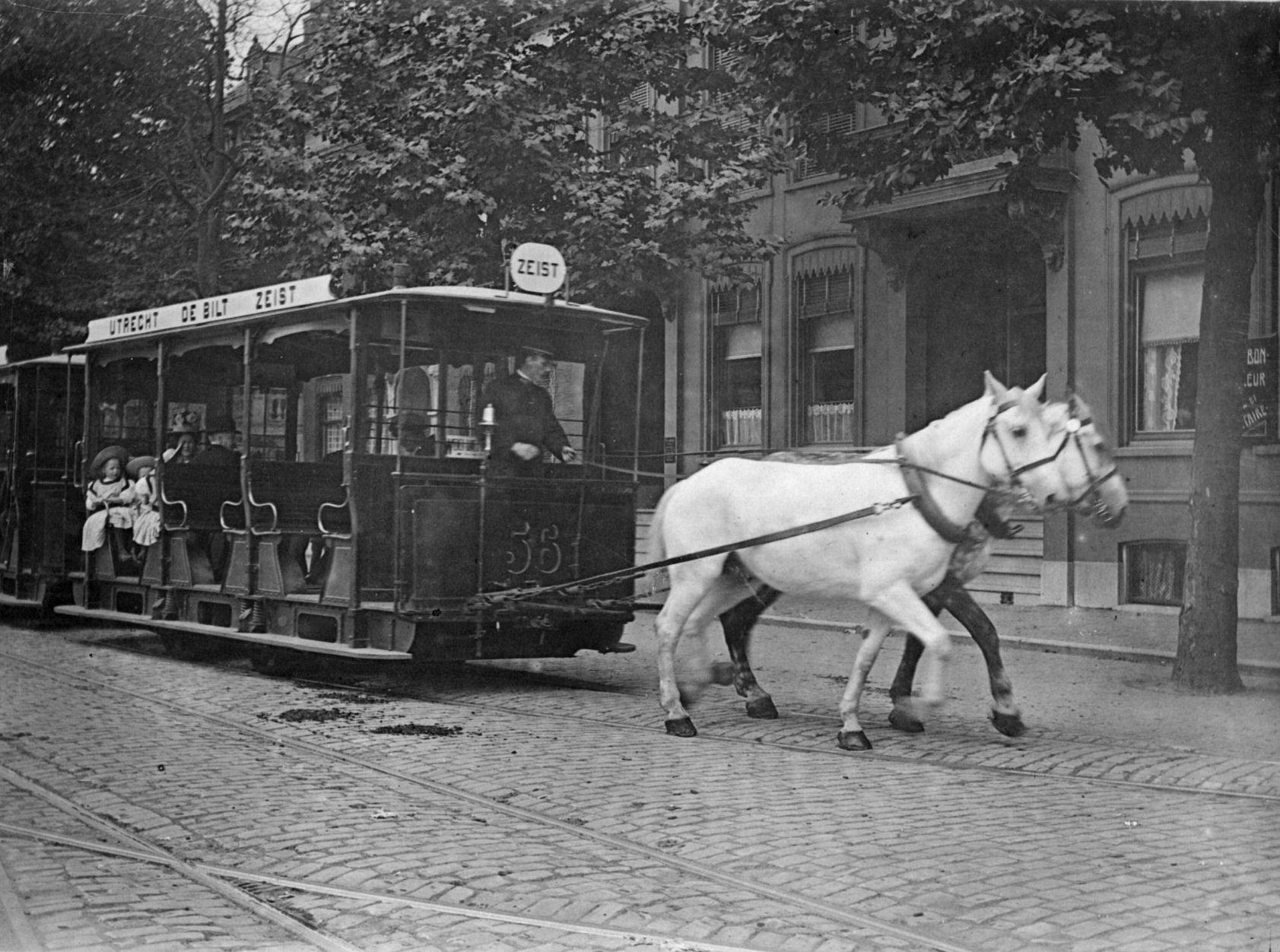
Een paardentram op de lijn van Utrecht naar Zeist

De eerste tramlijn in de provincie Utrecht werd geopend in 1879. In dat jaar werd de tramlijn van het Rhijnspoorstation in Utrecht, via De Bilt naar station Zeist geopend. De tramlijn was aangelegd door de Stichtse Tramway-Maatschappij (STM). De STM ging zelf met trams rijden.
De tram reed van west naar oost door de toenmalige stad Utrecht. Na het verlaten van het Stationsplein reed de tram over het Vredenburg, de Neude, Voorstraat en de Biltstraat. Op dit gedeelte van de tramlijn reden vanaf ongeveer 1900 ook stadstram van de Utrechtsche Tram-Maatschappij en, na het opheffen van dit bedrijf, vanaf 1906 van de Gemeentetram Utrecht. Dit "stadstraject" ging vanaf dat moment ook in eigendom over op de gemeente Utrecht.
De tramlijn naar Zeist werd in 1909 geëlektrificeerd. In die jaren gebeurde hetzelfde met de andere paardentramlijnen in de stad. Voor de bovenleiding koos de STM voor 750 volt gelijkspanning. De gemeente Utrecht had de lijnen juist met 600 volt geëlektrificeerd. Dat gold ook voor het deel van de lijn binnen de stad Utrecht, dat immers eigendom was van de gemeente en was toegevoegd aan het gemeentelijk tramnet. Voor de trams naar Zeist had dat tot gevolg dat er binnen Utrecht met minder vermogen gereden kon worden.
In De Bilt liep de lijn op korte afstand van het KNMI. Het KNMI was bang voor zwerfstromen, die de gevoelige seismologische meetapparatuur zouden kunnen beïnvloeden. Daarom moest de lijn met een dubbelpolige bovenleiding worden uitgevoerd, waarvoor de motorwagens met hulptrolleystangen werden uitgevoerd. Pas in 1940 kon met één trolleystang worden volstaan. In 1946 werd deze trolleystang vervangen door een schaarbeugel.
Na de Tweede Wereldoorlog bleven de trams naar Zeist rijden. De dienstregeling werd zelfs uitgebreid met een stadsdienst naar de F.C. Donderstraat. De Gemeentetram Utrecht was in 1939 veranderd in het Gemeentelijk Gas-, Elektriciteits-, Bus- en Radiobedrijf Utrecht (GEBRU). De laatste stadstram in Utrecht reed in 1939. Na de oorlog had het GEBRU kennelijk een tekort aan bussen, wat de reden van de stadstram verklaarde.
Toch was de tram bezig met de laatste jaren van het bestaan. De gemeente Utrecht was de tram liever kwijt dan rijk, de tram werd in Utrecht als een lastpost gezien die de modernisering van het wegennet in de weg stond. Ook de Nederlandsche Buurtspoorweg-Maatschappij (NBM), waarin de STM in 1927 was opgegaan, wilde graag van de tram af. In 1949 werd de dienstregeling snel afgebouwd. De tram reed vanaf januari van dat jaar alleen nog in de spitsuren naar Zeist. Buiten de spitsuren reed de tram alleen nog op het stadstraject. De dienst op het stadstraject werd in maart beëindigd en de spitstrams naar Zeist werden teruggebracht tot vier per dag. Op 2 mei 1949 ten slotte viel het doek voor de tram. Op dezelfde dag reed ook de tram tussen Amersfoort, Zeist en Doorn voor het laatst.

## De eerste stoomtram: Zeist - Arnhem

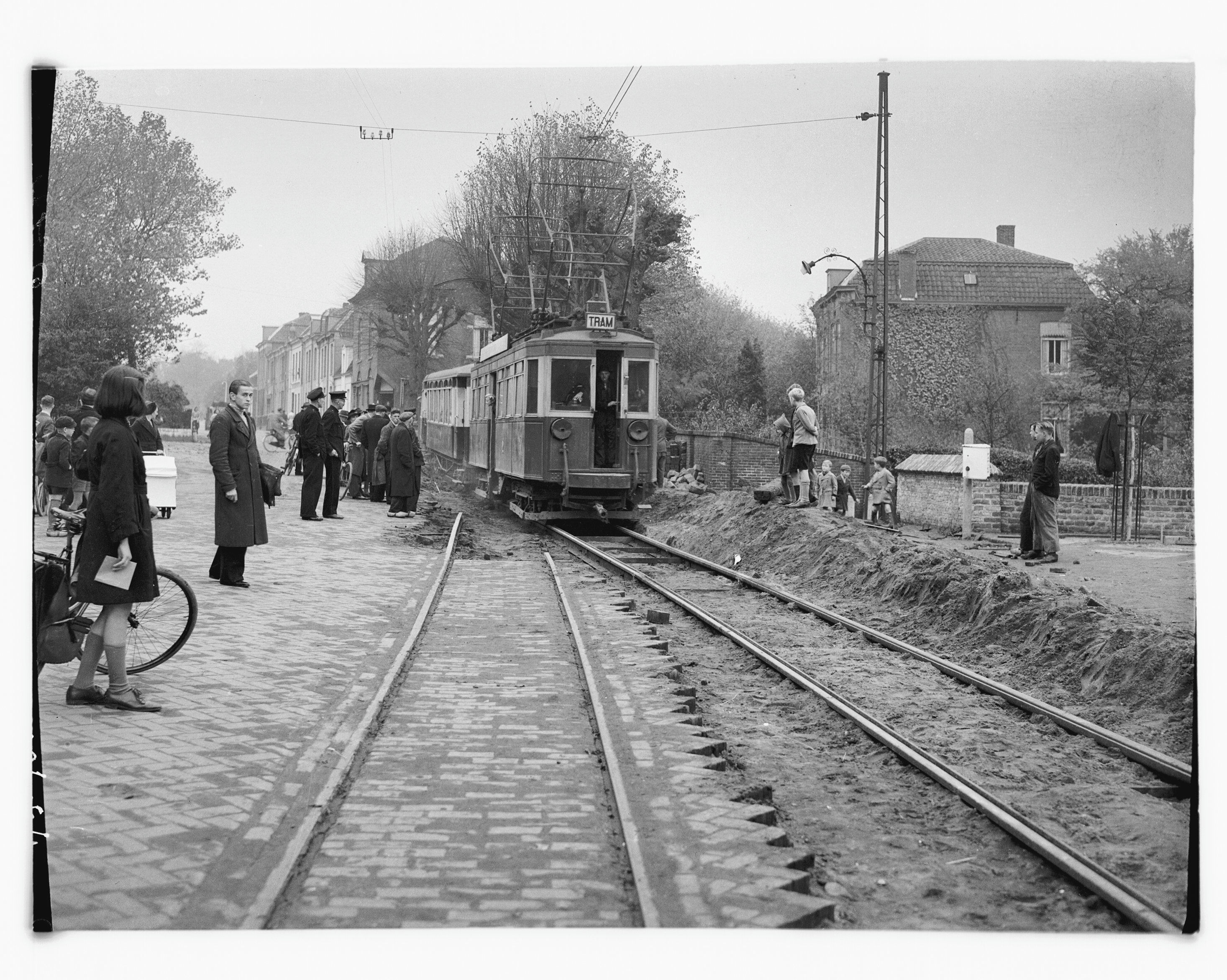
Tram van de NBM te Rhenen, na verlegging van het tramspoor na herstel van oorlogsschade uit 1940

Niet Utrecht, maar Zeist was de plaats waar de tweede tramlijn werd geopend.
In 1882 werd de lijn van station Zeist naar Station Zeist-Driebergen geopend. Dit laatste station heet sinds 1948 Driebergen-Zeist. Vanaf station Zeist-Driebergen was een lijn naar het dorp Driebergen, dat, net als Zeist, op enige afstand van het station ligt. De tramlijn werd aangelegd door de Ooster Stoomtram-Maatschappij (OSM). Zoals de naam al aangeeft, werd er door dit bedrijf met stoomtrams gereden.
In 1883 en 1884 verlengde de OSM de tramlijn van Driebergen naar Doorn, Amerongen, Elst, Rhenen, Wageningen en Arnhem. Vervolgens werd in 1885 een tweede lijn geopend van Doorn, via Langbroek en Cothen naar Wijk bij Duurstede. Het was aanvankelijk niet mogelijk met trams te rijden van het dorp Driebergen naar Zeist. Daarvoor was het nodig dat bij het station de tramlijn de spoorlijn zou kruisen, maar de spoorwegen verzetten zich hevig tegen dat plan. Zelfs nadat de minister toestemming had verleend, mocht de kruising nog niet door de OSM worden aangelegd. Pas in 1889 zou de kruising met de spoorlijn gereed zijn.
In de eerste jaren van het bestaan, totdat de kruising met de spoorlijn gereed was, reed de OSM alleen met trams vanaf het station Zeist-Driebergen naar Arnhem. De tram naar Arnhem was een stoomtram. Aan de andere kant van het spoor reed de STM, van de tramlijn Utrecht - Zeist, met paardentrams tussen station Zeist-Driebergen en station Zeist. Dit laatste station lag in het centrum van Zeist. Reizigers van Zeist naar een bestemming voorbij station Zeist-Driebergen, dienden bij dit laatste station uit te stappen, te voet het spoor over te steken en aan de overkant op de andere tram in te stappen. Aan deze onpraktische situatie kwam een einde toen de kruising met de spoorlijn gereed was. Vanaf dat moment, in 1889, reden doorgaande trams tussen Zeist en Arnhem.
In 1910 reden op het eerste deel van de lijn, tussen Station Zeist en Station Zeist-Driebergen, elektrische trams. De stoomtrams bleven rijden tussen Zeist en Arnhem.
In 1914 werd de tramlijn vanuit Zeist te verlengd via Huis ter Heide naar Amersfoort. Vanaf dat moment werden, naast de stoomtrams en elektrische trams, ook motortrams ingezet. Hoewel de motortrams beter voldeden dan de stoomtrams, bleven vooral stoomtrams rijden. De reden hiervoor was dat de prijs van benzine, als gevolg van de Eerste Wereldoorlog, erg was gestegen. De stoomtram was voor de OSM goedkoper om mee te rijden.
In 1924 was de hele lijn tussen Amersfoort en Arnhem geëlektrificeerd, waardoor elektrische trams de stoomtrams en motortrams vervingen. Hiervoor kocht de OSM grote, vierassige motorwagens. Deze trokken de van de stoomtram afkomstige vierassige rijtuigen.
De stoomtram bleef alleen nog rijden op de zijlijn naar Wijk bij Duurstede, totdat deze werd opgeheven in 1931. De tramlijn van de OSM werd in 1927 overgenomen door de NBM.
De tramdienst tussen Rhenen en Arnhem werd in 1937 opgeheven en door een busdienst vervangen. De resterende lijn bleef nog tot 1949 in gebruik. De laatste trams tussen Amersfoort, Zeist en Doorn reden op 2 mei 1949. De NBM verkocht een deel van de trams aan andere trambedrijven, waaronder de Rotterdamsche Tramweg Maatschappij (RTM).

## Utrecht - Vreeswijk: de stoomtram, voor eventjes

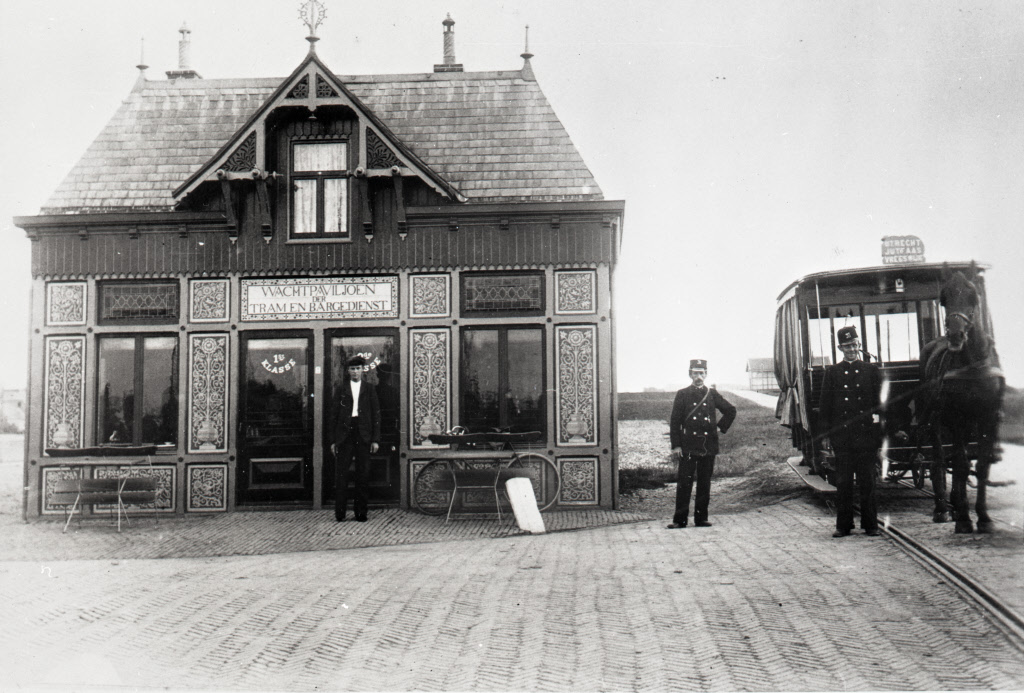
Een paardentram bij het wachtpaviljoen in Vreeswijk

De tweede lijn vanuit de stad Utrecht werd geopend in december 1883. De IJssel Stoomtramweg-Maatschappij (IJSM.) reed met stoomtrams van het Rhijnspoorstation (het latere Centraal Station) van Utrecht, langs de Catharijnesingel en de Vaartsche Rijn naar Jutphaas en Vreeswijk.
Omdat de IJSM niet bepaald een succesvol bedrijf was, werd de tramlijn al snel verkocht aan de rederij 'Vereeniging'. De nieuwe eigenaar verkocht al snel de stoomtrams. De lijn werd verbouwd zodat deze geschikt was voor de paardentram.
Het beginpunt van de lijn werd in 1906 verplaatst van het station naar de Westerkade. Dit had tot gevolg dat reizigers naar het Centraal Station hier voortaan over moesten stappen op de Gemeentetram Utrecht. Een plan om de tramlijn toe te voegen aan de Gemeentetram Utrecht mislukte. Daarna werd de paardentram vervangen door een tractortram. In 1929 werd de lijn gesloten.

## Paardentram van Utrecht

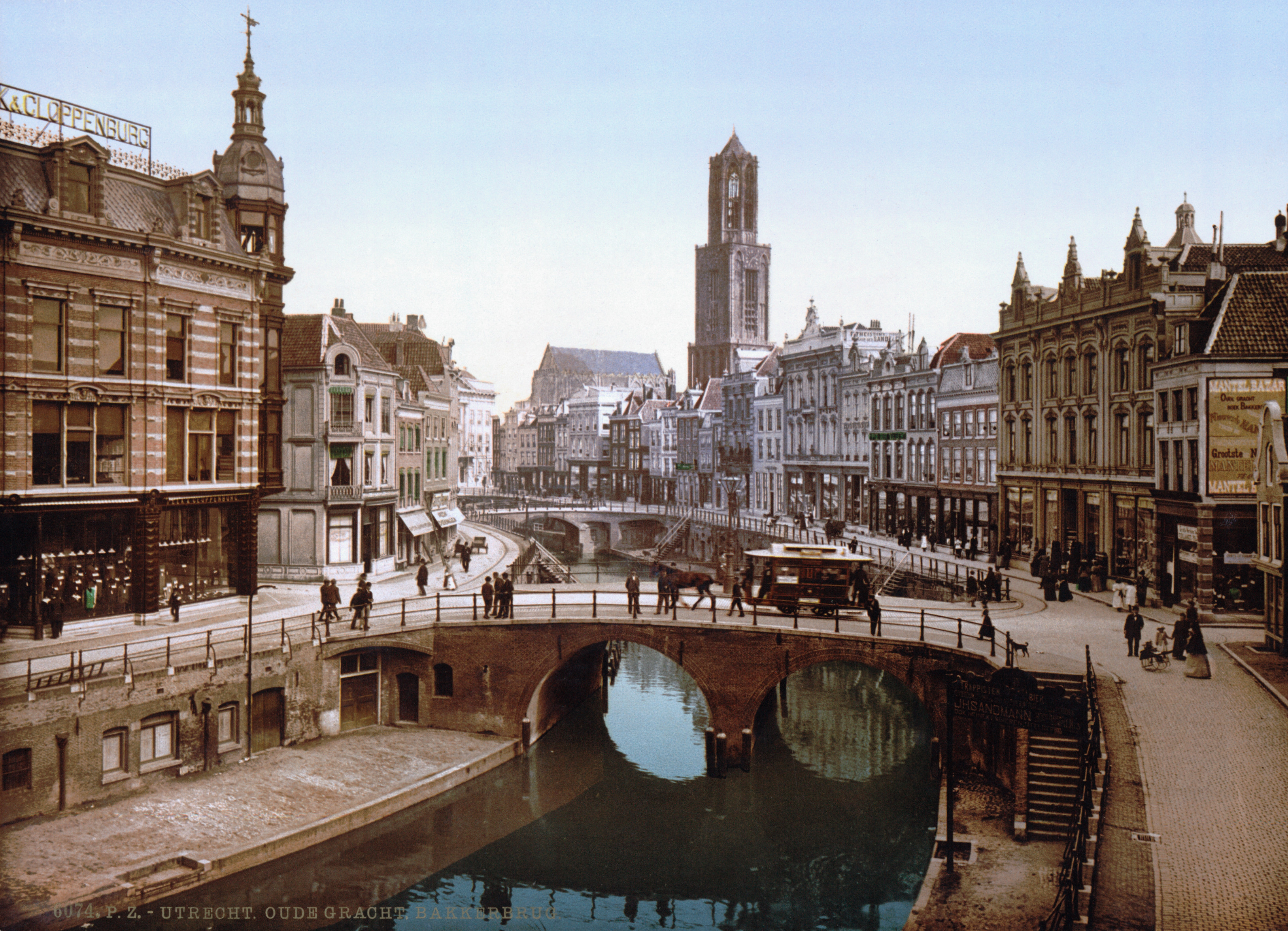
De Bakkerbrug rond 1900 met een paardentram

Op 25 januari 1889 werd het eerste Utrechtse stadstrambedrijf, de Utrechtsche Tram-Maatschappij (UTM) opgericht. Deze maatschappij legde twee paardentramlijnen aan en exploiteerde een derde lijn waarbij werd gereden over de trambaan van de lijn naar Zeist.
De eerst aangelegde lijn begon vanaf het stationsplein bij het Rhijnspoorstation (vanwaar ook de trams naar Vreeswijk en Zeist vertrokken), liep via de Catharijnesingel naar de oude binnenstad, waar een kronkelige route met veel bochten volgde: Mariaplaats - Zadelstraat - Domplein - Domsteeg - Achter Sint Pieter - Keistraat - Drift - Nobelstraat. Vanaf hier reed de tram verder over de Nachtegaalstraat naar de Maliebaan. De lijn splitste zich hier in een tak naar de Biltstraat (eindpunt bij Station Utrecht Biltstraat), een tweede tak ging via de Maliesingel naar het Maliebaanstation. Op het tracé door de oude binnenstad waren veel enkelsporige delen.
De tweede lijn (lijn II) was een noord-zuidverbinding, van de Hoogelanden (nabij de spoorbrug over de Vecht) langs de Vecht en de Oude Gracht naar het Ledig Erf. Bij de Maartensbrug werd de Oude Gracht even verlaten; hier volgde de tram het tracé van lijn I om een overstap te bieden op de beide tramlijnen op het Domplein. Via het Wed werd de Oude Gracht weer bereikt.
Lijn III reed over het spoor van de STM naar de Willem Barentzstraat.
Na de komst van de Gemeentetram Utrecht in 1906 was het snel gedaan met de Utrechtsche Tram-Maatschappij; de exploitatie werd in september 1907 gestaakt. Het is een misverstand dat de paardentram werd vervangen door de elektrische tram: de gemeente heeft grotendeels een nieuw netwerk aangelegd; bovendien reed de gemeentetram met een spoorwijdte van 1435 mm (normaalspoor), en de Utrechtsche Tram-Maatschappij met 1067 mm (kaapspoor).
De trams van de UTM reden met een hoge frequentie: elke 6,5 minuut kon de reiziger een tram verwachten.

## De Soester tram
In 1895 werd door de Soester Paardentramweg de tramlijn Soest - Soestdijk - Baarn (station) geopend. Op deze lijn reed een paardentram. De lijn heeft jarenlang een zieltogend bestaan geleid. In 1922 werd nog geprobeerd de lijn nieuw leven in te blazen met een tractortram, maar het mocht niet baten: in 1924 reed de tram voor het laatst.

## De kortste lijn: stadstram Amersfoort
Tussen het station Amersfoort en de stad werd in 1901 een korte tramlijn aangelegd. Dat was nodig, aangezien het station op enige afstand van de stad was gebouwd. Door stadsuitbreidingen ligt het station van Amersfoort nu in de stad.
Op de lijn van het station naar de stad reed een paardentram. De lijn was kort in afstand en in bestaansduur: de lijn werd in 1917 alweer gesloten. Met 2,2 kilometer was dit de kortste tramlijn van de provincie en een van de kortste van Nederland.

## Gemeentetram Utrecht

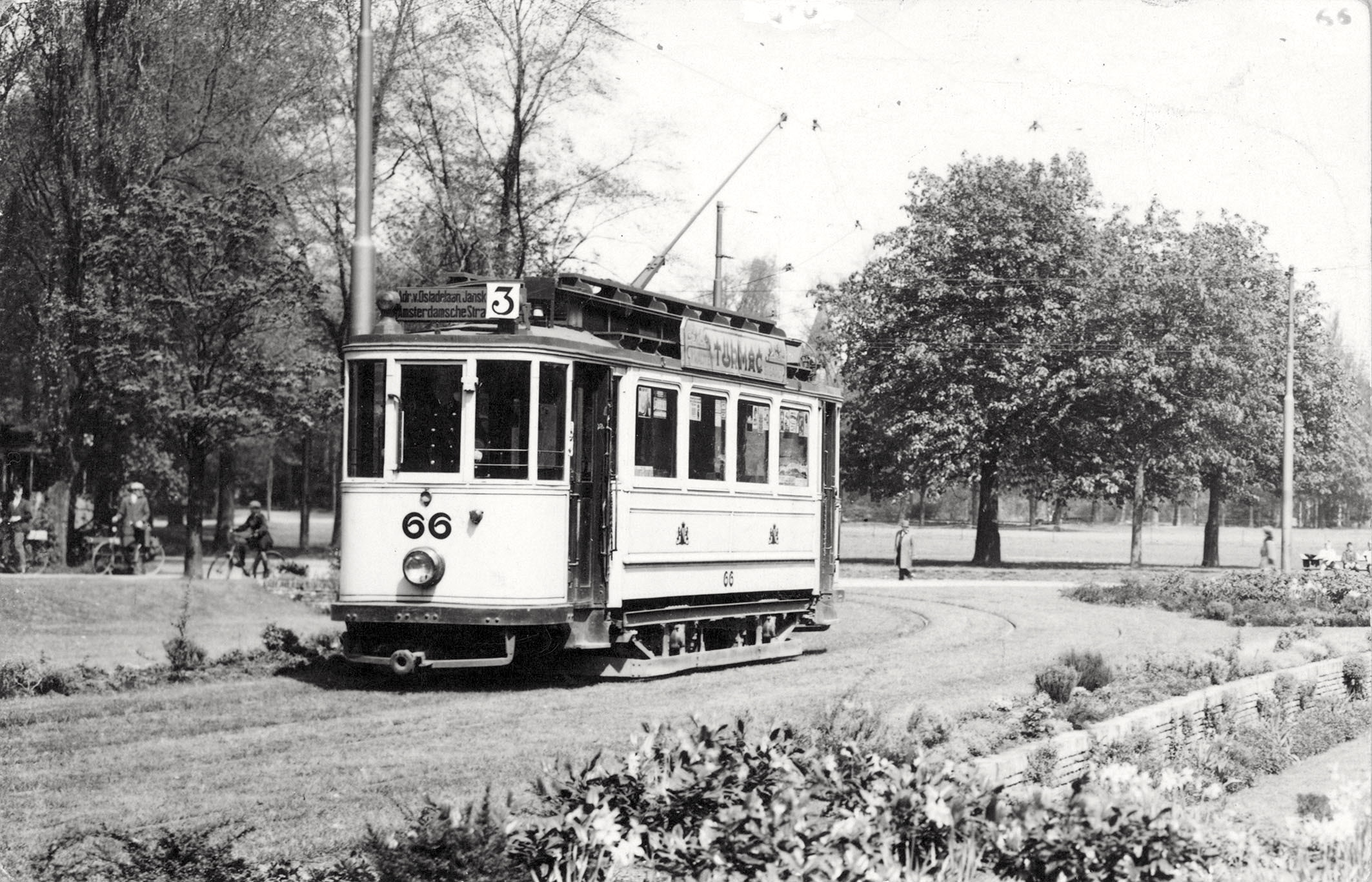
Motorwagen 66 op lijn 3 van de Gemeentetram Utrecht (GTU) bij het Wilhelminapark te Utrecht (circa 1933)

Begin 20e eeuw vond de gemeente Utrecht het tijd voor modernisering. De gemeente zag dit als algemeen belang. Daarom werd in 1905 door de gemeente de Gemeentetram Utrecht (GTU) opgericht. Dit bedrijf zou tevens de grootste klant van de nieuwe elektriciteitscentrale worden.
De Gemeentetram Utrecht (GTU) heeft alleen met elektrische trams gereden. Hiervoor werd een bovenleidingspanning van 600 volt gelijkspanning gebruikt. De spoorwijdte was normaalspoor. Dat had wel tot gevolg dat de oude lijnen van de paardentram niet gebruikt konden worden. Deze waren namelijk aangelegd in het smallere kaapspoor.
De GTU heeft van begin tot eind altijd de trolleystang als stroomafnemer gebruikt.
Op 20 juni 1906 reed de eerste elektrische tram op lijn 1, tussen het Centraal Station naar de Vaaltbrug. Deze tramlijn zou later een ringlijn rondom de binnenstad worden.
In 1907 kwamen ook de lijnen 2, 3 en 4 in gebruik, echter nog wel met tijdelijke routes omdat nog niet alle trajecten gereed waren. In 1908 stelde de UTM de definitieve lijnen 2 en 3 in, waarbij lijnnummer 4 weer verdween. Ook lijn 2 werd een ringlijn en verbond het Centraal Station met Oudwijk. Een bijzonderheid was dat de trams van lijn 2 onder de Domtoren door reden. Lijn 3 verzorgde de verbinding met de Amsterdamsestraatweg, later verlengd naar Zuilen en aan de andere kant naar de Adriaen van Ostadelaan. Lijn 4 verbond vanaf 15 november 1919 de Billitonkade met de binnenstad, daarna werd nog lijn 5 aangelegd naar de Rivierenwijk. De laatste uitbreiding van het net vond plaats in 1936 toen de verbinding met het Stadion Galgenwaard tot stand kwam.
De vijf tramlijnen werden in 1937 en 1938 opgeheven en vervangen door busdiensten. Op 15 januari 1939 reed de laatste Gemeentetram (voor stadionvervoer).

## De tram van Den Dolder naar Soesterberg
Deze tramlijn begon bij station Den Dolder en reed naar het Vliegkamp Soesterberg. Dat was van 1910 tot 1913 een burgervliegveld, daarna zou de luchtmacht het vliegveld gaan gebruiken als vliegbasis. De lijn werd in 1911 in slechts drie weken aangelegd.
De tram reed niet in een geregelde dienstregeling, maar alleen als er "iets te doen was" op het vliegveld. Dat er soms grote aantallen reizigers werden vervoerd, blijkt uit de trams op de lijn reden: de lijn was maar 3,5 kilometer lang, maar er kon bij grote drukte een tram worden samengesteld waar 200 reizigers in konden worden vervoerd. De lijn was geen al te lang leven beschoren. Het vliegveld ging in 1912 failliet, waarna de tramlijn (van dezelfde eigenaar) werd opgeheven.

## De tram in Houten

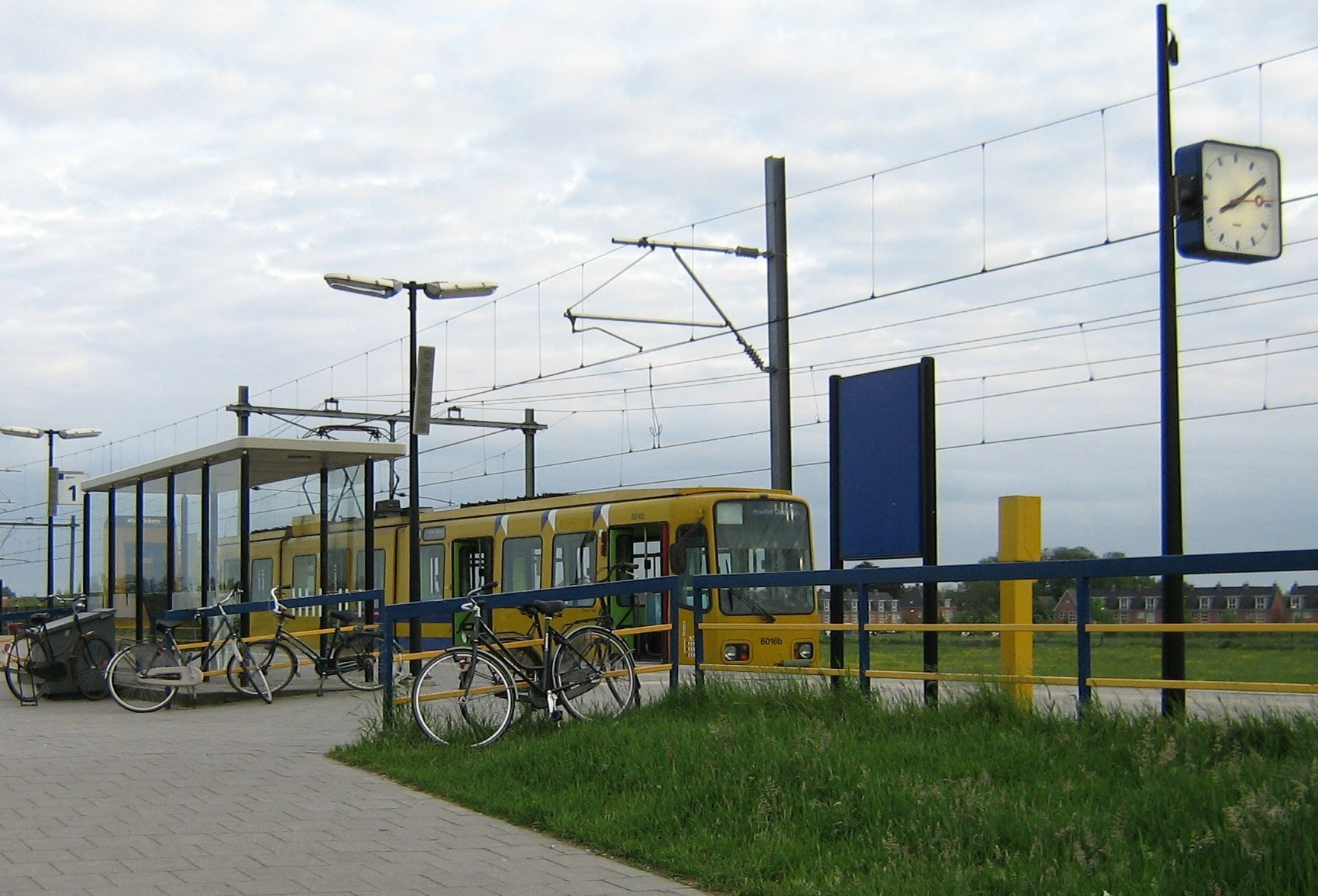
Station Houten Castellum met tramstel

Vanaf het eind van de jaren 1990 werd aan de zuidkant van Houten een Vinexwijk gebouwd: Houten-Zuid. Om deze wijk goed bereikbaar te maken, zou de wijk een eigen treinstation krijgen: station Houten Castellum. Maar het was nog niet mogelijk in de dienstregeling van de stoptreinen op het traject de trein in Houten Castellum te laten stoppen. Daarom werd, vooruitlopend op de verdubbeling van de spoorlijn, al een extra spoor aangelegd, waarover één tram heen en weer pendelde tussen station Houten en Houten Castellum. De tram reed tussen 2001 en 2008. In 2008 werd de tramlijn opgeheven. Dat was noodzakelijk voor de verbouwing van de spoorlijn naar vier sporen. Daarna was het vanaf 2010 wel mogelijk treinen in Houten Castellum te laten stoppen.

## Overige trams in de provincie Utrecht
De tramlijn Oudewater - Papekop en de tramlijn Gouda - Oudewater vallen buiten dit artikel. Hoewel de tracés nu deels binnen de provinciegrenzen van Utrecht vallen, betrof het tijdens de exploitatie van de lijnen het grondgebied van Zuid-Holland.

## Nooit uitgevoerde plannen
Veel tramlijnen zijn nooit verder gekomen dan de plan- of ontwerpfase. In de beginjaren liep het plan vaak stuk op een gebrek aan financiële middelen; in latere jaren werd er meer rekening gehouden met omwonenden, waardoor projecten werden afgeblazen, of op onoverkomelijke bezwaren van de gemeente (zo werd een voorstel voor een netwerk van paardentramlijnen in het zuidwesten van de provincie tegengehouden door de gemeente Utrecht, die alleen een concessie wenste te verlenen voor een "mechanische tram".
Een niet volledig overzicht van nooit uitgevoerde plannen:
- In 1882/1883 lag er een plan op tafel voor aanleg van een stoomtram van Laren via Soest naar Amersfoort, vanaf daar verder naar Maarn, Doorn en Wijk bij Duurstede; aldaar zou een stoomschip de aansluiting verzorgen op de aansluitende tramlijn aan de overzijde van de Lek, naar Geldermalsen.
- De IJssel Stoomtramweg-Maatschappij ontwierp in 1883 een tramlijn van Utrecht naar Gouda, via De Meern en Oudewater. De plannen waren in een vergevorderd stadium; zelfs de rasterwerken tussen het spoor en "den Provincialen grintweg" waren al ontworpen.
- Tegen 1900 werd een elektrische tramlijn ontworpen van Utrecht via Loenen naar Amsterdam. Het voorstel werd ingediend door Zürcher & Co. De diverse gemeentes gingen akkoord, maar hetzelfde kon niet worden gezegd van de minister. De tramlijn zou voor een belangrijk deel onderdeel uitmaken van de rijksweg tussen Amsterdam en Utrecht; de minister zag niets in het plan. Het voorstel voorzag ook in een zijlijn van een niet nader genoemde plaats naar Hilversum.
- In 1907 diende ir. Krieger namens de Utrechtsche Zuidwester-Tramwegen een voorstel in voor diverse tramlijnen: een paardentram Utrecht - Harmelen; een stoomtram Utrecht - Den Hommel - De Meern - Montfoort - Oudewater, alwaar verder gereden zou worden via de verlaten tramlijn naar Gouda; een derde lijn, van Utrecht via Den Hommel, naar Jutphaas en IJsselstein. Krieger kreeg voor dit voorstel de handen niet op elkaar, waarna in 1911 een concessie aan werd gevraagd (en verkregen) voor het verlengen van de Tramlijn Gouda - Schoonhoven naar Montfoort en Utrecht. Tot de aanleg is het nooit gekomen.
- Dezelfde ir. Krieger diende in deze jaren voorstellen in voor tramlijnen tussen Amersfoort en Spakenburg en Amersfoort en Soest.
- Uit 1910 circuleert een voorstel voor een tramlijn van Utrecht, via Zuilen naar Maarssen. Het voorstel strandde nadat geen overeenstemming werkt bereikt met de Utrechtsche Tram-Maatschappij over de exploitatie van de lijn.
- Ook uit 1910 is een bericht over het doortrekken van de Gooische Stoomtram naar Baarn. Er werd al jaren over gesproken; in 1910 aanvaarde ir. Krieger een opdracht de mogelijkheden voor het verbinden van de netwerken van de Gooische Stoomtram en de Soester Paardentramweg te onderzoeken.
- De Elektrische IJsseltram-Maatschappij diende, in de persoon van J.H. Müller, een plan in voor de aanleg van een elektrische tramlijn tussen Utrecht en Gouda, via Montfoort. De voorstellen van Krieger en Müller hebben naast elkaar bestaan. Het voorstel van Müller werd later veranderd in een motortram van Utrecht via Montfoort en Oudewater naar Gouda, met een zijlijn Oudewater - Benschop - IJsselstein - Den Hommel.
- De Ooster Stoomtram-Maatschappij was voornemens een tramlijn aan te leggen van Driebergen naar Bunnik, en vanaf daar verder over de Koningsweg en de Gansstraat naar Utrecht.
- In 1912 passeerde nog één keer een tramlijn van Amersfoort naar Soest de revue.
- De Tram- en Bargedienst 'Vereeniging' deed in 1923 een voorstel voor een tram tussen Jutphaas en IJsselstein; in hetzelfde jaar was de gemeente Utrecht voornemens de tramlijn van Utrecht naar Vreeswijk over te nemen, te elektrificeren en toe te voegen aan het gemeentelijk netwerk. Of beide met elkaar te maken hebben is onbekend.
- In de jaren 1980 gingen stemmen op de sneltram tussen Utrecht en Nieuwegein/IJsselstein, door het centrum van Utrecht, te verlengen naar De Uithof (het latere Utrecht Science Park). Het stadsbestuur diende hiervoor later een concreet plan in,[1] maar het stuitte op te veel verzet van de Utrechtse bevolking. Daarna is gekozen voor een busbaan door het centrum, waarbij een fundering werd aangelegd die geschikt is voor een tram. Uiteindelijk kwam deze tramverbinding er wel, maar om het centrum heen. Desondanks is bij de aanleg van deze Uithoflijn rekening gehouden met een toekomstige uitbreiding richting het Centrum. De busbaan richting het centrum bevat een kort stukje tramrails, dat aftakt vanaf de Uithoflijn.

## Aansluiting op andere provincies
Ondanks de centrale ligging van de provincie Utrecht is het tramnet maar op één plaats aangesloten geweest op dat van een andere provincie - dit was de tramlijn Amersfoort - Arnhem, die bij Rhenen de provinciegrens passeerde en bij Wageningen de eerste Gelderse plaats aandeed.
Ondanks de vele plannen daartoe, zijn er nooit aansluitingen tot stand gekomen met de provincies Noord- en Zuid-Holland; ook de geplande tramlijn Laren - Spakenburg - Nijkerk, die dus zelfs drie provincies aan zou doen, ontsteeg nooit de tekentafel.

## Utrechtse museumtrams

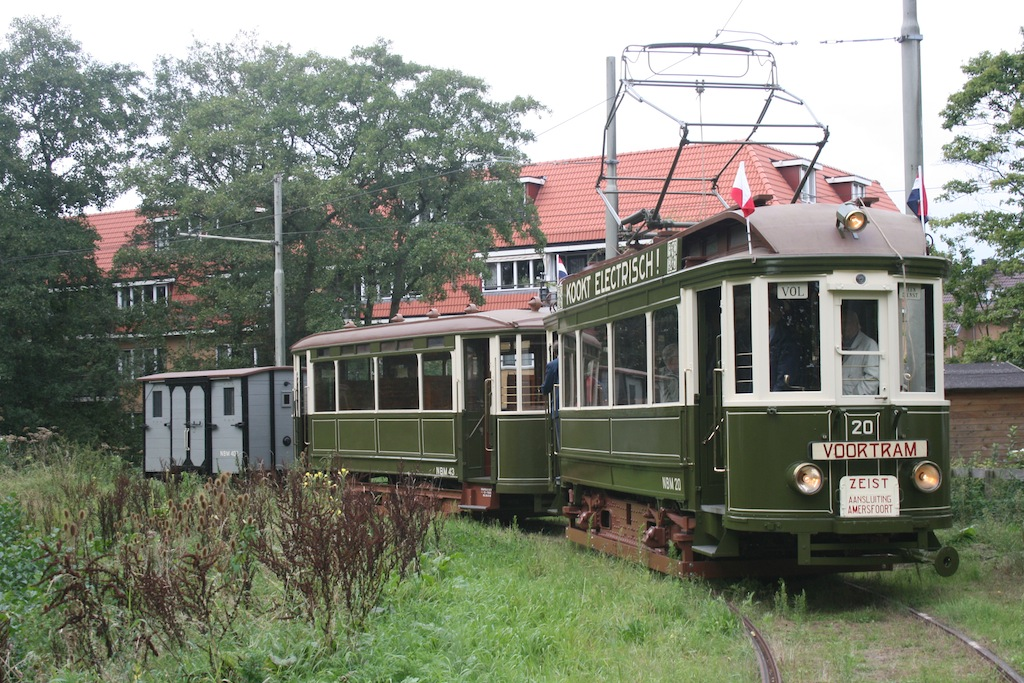
Tramstel NBM 20 + 43 + 402 op de Electrische Museumtramlijn Amsterdam te Bovenkerk; 21 september 2012

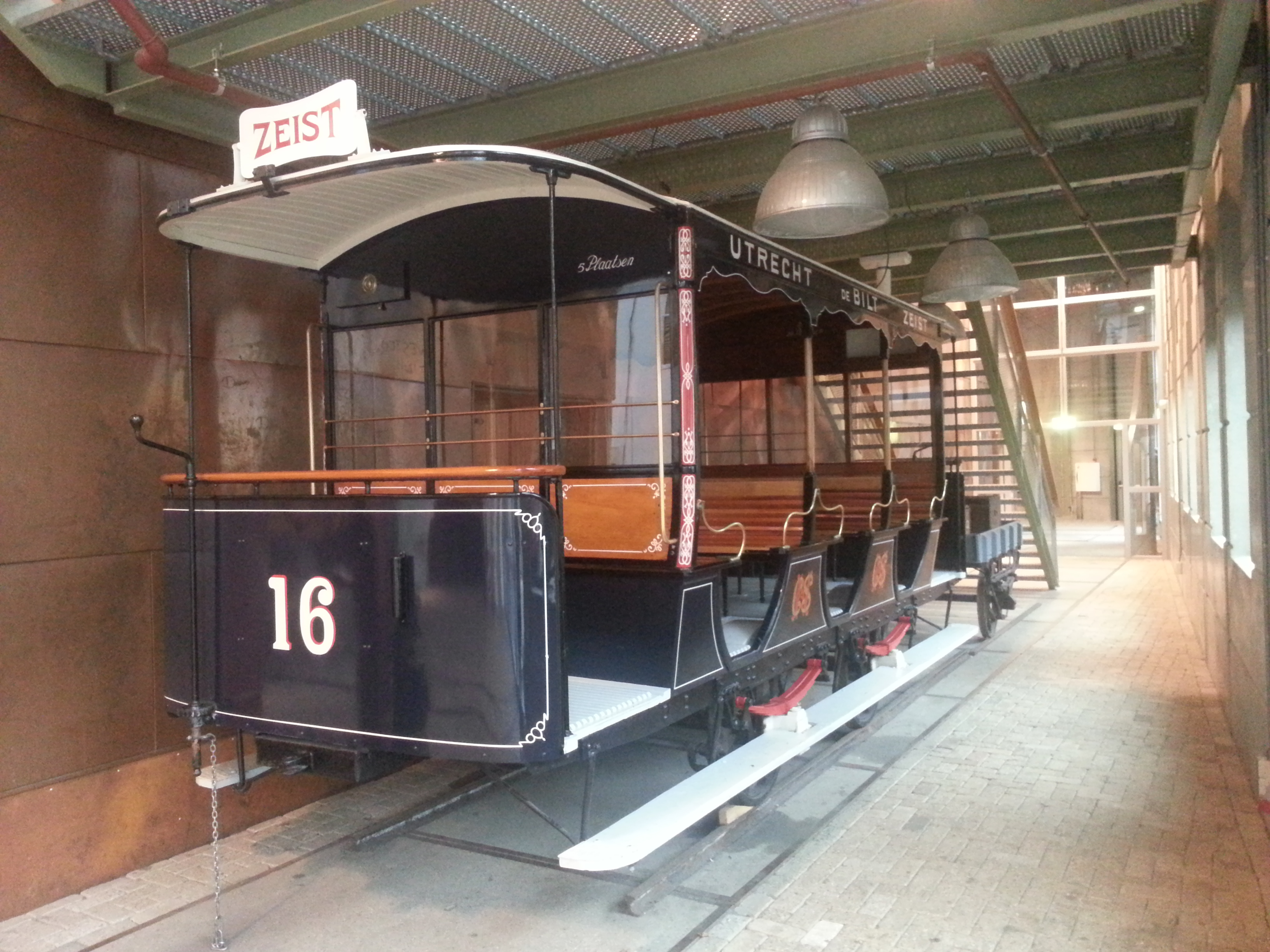
De STM 16 in het Spoorwegmuseum

Van de trams die vroeger in de provincie Utrecht hebben gereden, zijn enkele exemplaren als museumtram terecht gekomen bij verschillende museumorganisaties. Niet alle bewaarde trams zijn voor het publiek te bezichtigen; sommige zijn in slechte staat en andere zijn, door plaatsgebrek, opgeborgen in een depot.
De Utrechtse trams zijn ondergebracht bij de volgende organisaties:

### Electrische Museumtramlijn Amsterdam
Bij de Electrische Museumtramlijn Amsterdam zijn drie uit Utrecht afkomstige trams terecht gekomen. De NBM 20 en 43 rijvaardig en zijn dus ook rijdend te bewonderen. De in de collectie van dit museum opgenomen Utrechtse trams:
- GTU 75 / GTA 1. Na de opheffing van de tramdienst heeft de GTU (Gemeentetram Utrecht) in 1939 twaalf trams verkocht naar Amsterdam. De GTU 75 kwam bij de Gemeentetram Amsterdam in 1940 dienst als motorwagen 1 en deed aldaar dienst tot 1961; daarna is de tram bewaard gebleven als museumtram. De tram behoort tot de collectie van de Electrische Museumtramlijn Amsterdam en was rijvaardig tussen 1978 en 2004. Sinds 2023 is deze tram opgeslagen te Aalsmeer.
- NBM 20 en 43. Motorwagen 20 (Allan, 1910) heeft dienst gedaan op de tramlijn Driebergen - Zeist en later, na verbouwing naar normaalspoor, Utrecht - Zeist. Bijwagen 43 (Allan, 1915) heeft alleen tussen Utrecht en Zeist gereden. Na het beëindigen van de tramdienst in 1949 zijn zij verkocht aan de Kleinbahn Wesel-Rees-Emmerich in Duitsland. Na de opheffing van die lokaalspoorlijn in 1966 zijn de trams als museumtrams naar Nederland teruggekeerd. Bijwagen 43 heeft in de jaren zeventig enkele jaren bij de Stoomtram Hoorn-Medemblik gereden. In 1977-1978 kwamen de beide trams naar de Electrische Museumtramlijn Amsterdam, waar zij rijvaardig werden gerestaureerd. Sinds 2012 is er het rijvaardige NBM-tramstel 20 + 43. De trams zijn destijds in dienst gesteld door de OSM, maar hebben het groene uiterlijk van de NBM uit 1946. Zij zijn in beheer bij het Stichts Tram Museum.

### Nederlands Spoorwegmuseum
- STM 16. In het Nederlands Spoorwegmuseum heeft een paardentramrijtuig van de Stichtsche Tramway-Maatschappij een prominente plek. Dit rijtuig werd gebouwd in 1891 door Beijnes en deed dienst op de tramlijn Utrecht - Zeist, eerst als paardentramrijtuig, vanaf 1909 als bijwagen van de elektrische tram. Het betreft de STM 16, gebouwd door Beijnes in 1891. Na de opheffing van de tram in 1949 bleef dit rijtuig als museumtram bewaard.

### Tramweg-Stichting
- NBM 23 en 28. In de collectie van het Spoorwegmuseum in Utrecht bevonden zich tot 2007 nog twee trams van de NBM. Dit betrof de ex-paardentrams NBM 23 (De Groot, 1902) en NBM 28 (Ateliers Métallurgiques, 1902), die net als de STM 16 tot 1949 dienst deden tussen Utrecht en Zeist. Daarna bleven zij bewaard als museumtrams. De bijwagens werden in 2007 overgedragen aan de Tramweg-Stichting; open bijwagen 28 werd in 2017 gedoneerd aan de tramlijn van het Nederlands Openluchtmuseum, maar keerde in 2019 weer terug.[2] Sinds 2024 zijn beide trams opgeslagen te Aalsmeer.

### Nationaal Smalspoormuseum
- OSM 1. Bij het Nationaal Smalspoormuseum bestaat nog de in 1899 door Werkspoor gebouwde postbagagewagen OSM 1. Deze deed, na het opheffen van de tramdienst tussen Amersfoort en Rhenen in 1949, vele jaren dienst als duiventil op een landgoed in Moergestel en kwam via diverse omzwervingen terecht in de collectie van Nationaal Smalspoormuseum. De wagen is in 1997 gerestaureerd.

### Stoomtram Hoorn-Medemblik
- OSM 34. In de collectie van de Stoomtram Hoorn-Medemblik bevindt zich de wagenbak van rijtuig 34. Dit is in 1910 gebouwd door Allan voor de tramlijn Amersfoort - Zeist - Rhenen - Arnhem. Het deed dienst in de stoomtrams, motortrams en elektrische trams tot de opheffing van de lijn in 1949. De wagenbak werd tot 1952 in Zeist als woning gebruikt. Daarna bleef deze tot 2003 in gebruik als woning in Beusichem. Door medewerkers van de Stoomtram Hoorn-Medemblik werd de tram gered van de sloop en overgebracht naar een opslagplaats in West-Friesland, in afwachting van restauratie.

### Nationaal Transport Museum
- SUN 5017. Van de serie Zwitserse trams van de Sneltram Utrecht uit 1983 is één exemplaar behouden gebleven en in 2020 overgedragen aan de Tramweg-Stichting. Deze brengt de tram onder in het Nederlands Transport Museum te Nieuw-Vennep.

## Sneltram Utrecht

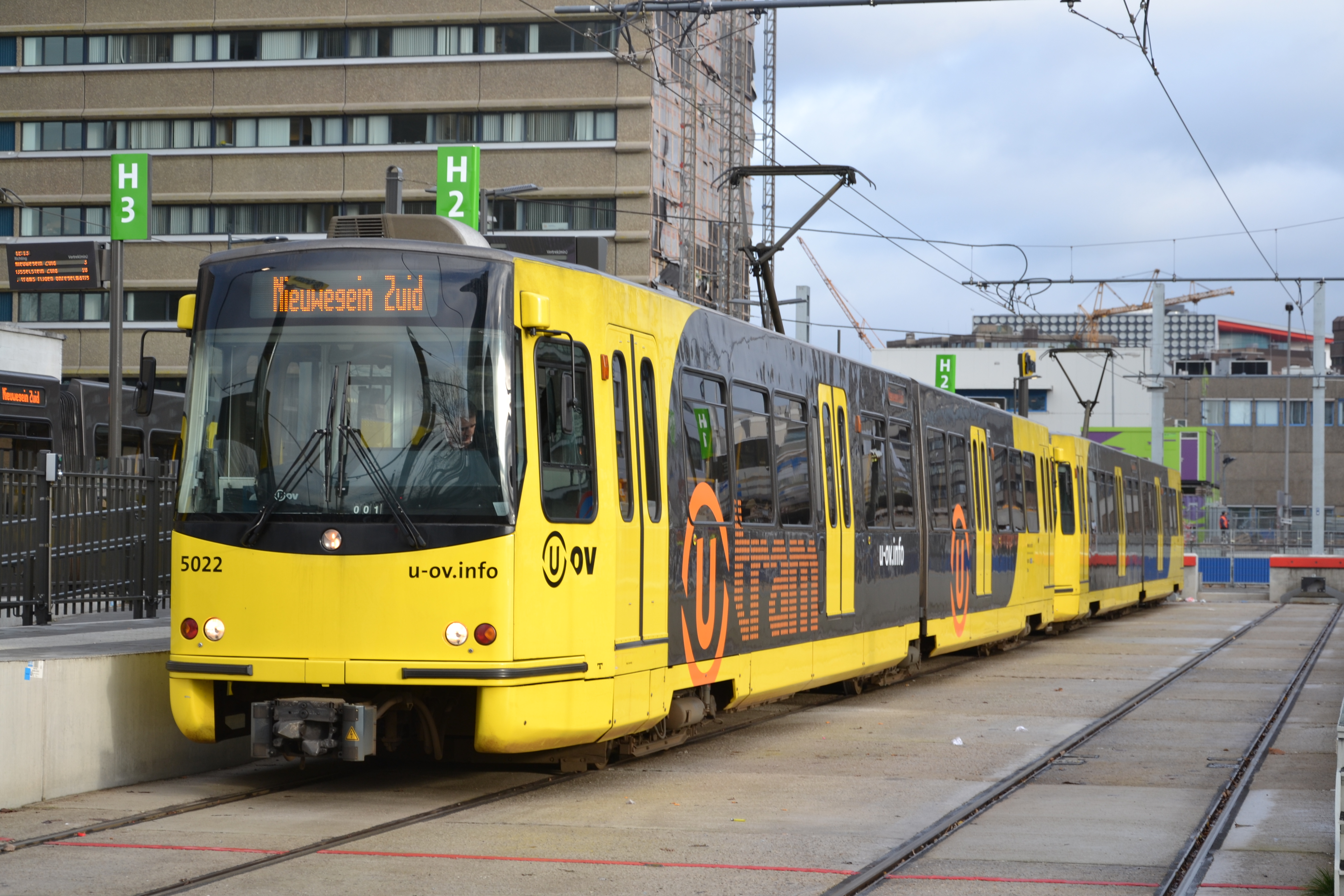
Een Zwitserse tram van de Utrechtse sneltram naar Nieuwegein en IJsselstein

Vanaf de jaren zeventig werd ten zuidwesten van de stad Utrecht de nieuwe satellietstad Nieuwegein gebouwd. De beleidsmakers van die tijd vonden het belangrijk dat Nieuwegein een goede openbaar vervoer verbinding met Utrecht zou krijgen. Nadat tientallen jaren spoorlijnen en stations vooral werden gesloten, zou begin jaren 70 een omwenteling plaatsvinden. In 1977 werd namelijk, voor de eerste keer sinds 1949, weer een nieuwe spoorlijn geopend: de Zoetermeer Stadslijn. Net als Zoetermeer was ook Nieuwegein een satellietstad, en ook Nieuwegein zou een dergelijke goede openbaar vervoerverbinding moeten krijgen. De bus leek even te hebben afgedaan.
De NS en de gemeente Utrecht zagen het liefst een spoorlijn, maar het werd een sneltramlijn. De sneltram rijdt over een route door het zuidwesten van Utrecht. Na een brug over het Amsterdam-Rijnkanaal rijdt de tram door Nieuwegein tot het stadscentrum. Daar splitst de lijn zich. Eén lijn gaat naar Nieuwegein-Zuid en de andere lijn naar IJsselstein.
De Nieuwegeinlijn werd op 17 december 1983 geopend en hiermee had Utrecht na 34 jaar weer een tram. Op 14 december 1985 kwam de verlenging naar IJsselstein-Achterveld in gebruik. Op 2 juli 2000 werd de lijn verlengd naar IJsselstein-Zuid.
De sneltram rijdt sindsdien vrijwel op dezelfde manier. Daarbij rijdt er meestal elk kwartier een tram naar Nieuwegein-Zuid en elk kwartier een tram naar IJsselstein. Op het gezamenlijke traject wordt zo een frequentie aangeboden van acht trams per richting per uur, behalve in de spits. In de spits reed de tram elke tien minuten, zodat de trams op het gezamenlijk traject een frequentie van twaalf trams per uur reden. Vanaf 2009 veranderden er kort achter elkaar een paar zaken bij de sneltram. De halte bij het streekbusstation aan de oostkant van het station werd opgeheven, en tegelijkertijd werd een spitstram (lijn 260) ingezet tussen Station Utrecht Centraal en Nieuwegein-Zuid. De reizigersaantallen liepen echter flink terug. In 2013 werd het beginpunt van de tram verplaatst naar het Jaarbeursplein, aan de westkant van het station. Dit veroorzaakte opnieuw een flinke daling van het aantal reizigers. De spitstram, die als gevolg van de daling van het aantal reizigers eigenlijk overbodig was, werd in juli 2014 opgeheven.
In de zomer van 2020 is de tramlijn gesloten voor een grootschalige vernieuwing. Waar dat in de voorgaande jaren nog niet gebeurd was werd het spoor vernieuwd en de perrons verlengd en verlaagd, voor de komst van nieuwe trams. De oude trams, die vanaf 1983 dienst deden, zijn in de zomer van 2020 buiten dienst gesteld en afgevoerd. De lijn is in januari en maart 2021 na de renovatie met nieuwe lagevloertrams weer in gebruik genomen.
Per 9 juli 2022 werden de sinds 1994 bestaande lijnnummers 60 (naar Nieuwegein-Zuid) en 61 (naar IJsselstein) vervangen door de lijnnummers 20 (naar Nieuwegein-Zuid) en 21 (naar IJsselstein). Tevens werden zij verlengd vanaf het Jaarbeursplein naar Utrecht Centraal Centrumzijde en verder via de route van de sinds 16 december 2019 bestaande lijn 22 naar de Uithof.

### Tram naar De Uithof

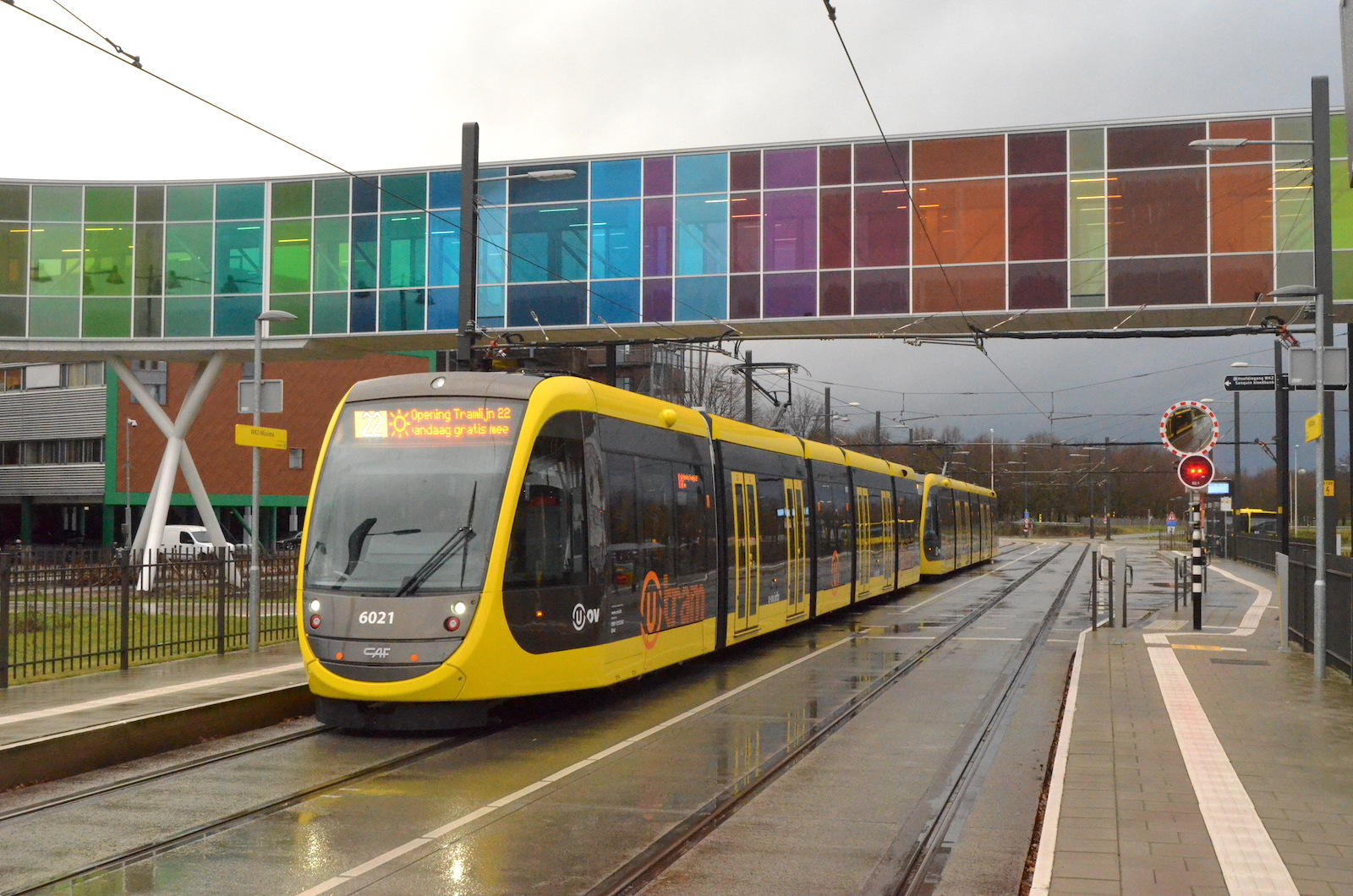
Een tram op de Uithoflijn in het Utrecht Science Park; december 2019

De Uithoflijn is de nieuwste tramlijn in Utrecht. Deze tramlijn werd geopend op 16 december 2019 en vormt de verbinding tussen Utrecht Centraal en het Utrecht Science Park. De tram verving hiermee de Utrechtse buslijn 12. De tramlijn kreeg het lijnnummer 22. Hoewel de trams op een deel van het tracé geen eigen baan hebben, is het toch een sneltram.
Eind jaren negentig werd besloten een busbaan naar De Uithof aan te leggen. Later werd besloten de busbaan te vervangen door een trambaan, die in De Uithof gedeeltelijk ook door bussen wordt bereden. Om de lijn aan te kunnen leggen, werd tussen station Utrecht Centraal en station Utrecht Vaartsche Rijn de bestaande busbaan gesloten, waarna er een trambaan werd aangelegd. Wel als straatspoor, zodat hulpdiensten bij calamiteiten een extra toegang hebben naar het station. Wegens een te groot snelheidsverschil deelt de tram de weg niet met bussen. Voor de bussen is daarom aan de westkant van het spoor een nieuwe busbaan aangelegd. Op het tracé door het Utrecht Science Park is echter wél een gezamenlijke bus- en trambaan aangelegd. Dat is daar geen probleem, aangezien de trams hier een paar haltes vlak achter elkaar hebben en daardoor niet erg hard kunnen rijden.